# Musikantenstammtisch
Musikantenstammtisch oder Musik beim Wirt ist ein zu vorher angekündigten Zeiten stattfindendes Treffen von Musikakteuren. In Österreich wird das mit einer Aussage des Musikwissenschaftlers Franz Eibner (1914–1986) in Verbindung gebracht: „Das Wirtshaus ist die Hochschule der Volksmusik“.

## Definition
Mit dem Wort Musikantenstammtisch (auch „Sänger- und Musikantenstammtisch“) ist gemeint, dass an bestimmten oder auch an beliebigen vorher angesagten Terminen, Volksmusikanten in einem bestimmten Gasthaus zusammenkommen, um miteinander zu spielen. Dabei kann jeder sein Instrument mitnehmen und bei anderen Gruppen mitspielen oder auch mitsingen. Da Volksmusik oft nach bekannten Schemata aufgebaut ist, ist dies meist auch bei unbekannten Melodien möglich. Dabei können sich zufällige Gruppen bilden, die in der Lage sind, einwandfreie Musik darzubieten. Da viele Lieder allgemein bekannt sind, ist es im vokalen Bereich kein Problem, Akteure und zufällige Besucher miteinander zu verbinden.
Musiziert und gesungen wird alles, was die Musikanten gerne spielen, es gibt kein Programm, jeder kann aus dem vorhandenen Repertoire frei wählen, jedoch wird meist tradierte Volksmusik bevorzugt. Ausflüge in die Popularmusik, sogar in die Jazzstandards sind möglich. Die Auftrittszeit einzelner Musikanten regelt sich meist von selbst. Häufig sind aber mehr Musikanten als Zuhörer anwesend. Die Darbietungen sind gratis.

### Stubete (Schweiz)
Der Begriff Stubete wird in der Schweiz im Allgemeinen für Treffs von Volksmusikanten verwendet. Seltener findet man den Ausdruck „Musikantenhöck“ (Höck von schweizerdeutsch hocken=sitzen). Viele Gastwirte stellen ihre Lokale für regelmäßige Musikantentreffs zur Verfügung, da sie daran interessiert sind, die Volksmusik als traditionelles Brauchtum zu erhalten.

## Geschichte
In der Schweiz gibt es seit den 1960er Jahren Stubete als Kombination von Volksmusikkonzert und freiem Musizieren. Das Österreichische Volksliedwerk bat erstmals (etwa 1980) in Wien zu einem solchen Stammtisch, der vor allem für die Mitarbeiter und Mitdenker des Volksliedwerkes ein beliebter Treffpunkt wurde. Hermann Härtel (Steirisches Volksliedwerk) machte daraus ein Förderprinzip für Volksmusikpflege. Er begann 1981 mit der Aktion Musik beim Wirt und zeichnete sodann besondere Gaststätten mit der Urkunde „Musikantenfreundliche Gaststätte“ aus. Dieses Prinzip verbreitete sich schnell über die Alpenländer. In Wien wird dies veranstaltet und organisiert vom Österreichischen Volksliedwerk. In Kärnten heißt das Projekt seit 1993 Singen und Aufspielen beim Wirt, in Salzburg gibt es seit 1991 den Salzburger Musikantenwirt, in Vorarlberg Volksmusig bin Wirt.
Inzwischen gibt es den Sänger-Stammtisch, Volksmusikstammtisch, Wienerlied-Stammtisch, Harmonika-Stammtisch, Singrunde, Musikantenfrühschoppen, Jodel-Stammtisch, Bordunmusik-Stammtisch, Tanzstammtisch, Stammtische für Folk oder Volxmusik. Andere Namen dafür sind Stubete in der Schweiz, Hoangart (Heimgarten) oder Lustige Eicht in Oberösterreich, Hoagascht in Bayern, Huangart in Tirol und Südtirol. Weitere Aktivitäten gibt es im süddeutschen Raum. Die Steiermark kann sich damit als Vorreiter einer neuen Form der musikalischen Begegnungen bezeichnen. Heute sind es jährlich etwa 700 musikalische Ereignisse in diesem Bundesland. Hermann Härtel ist es damit gelungen ein „Spielfeld“ für Musikanten und Sänger zu eröffnen und damit einen Gegenpol zur ausschließlichen Verwendung von Volksmusik als „Konzertereignis“ zu setzen. In mehreren  Ländern gibt es dazu eigene Liederbücher, aus denen gemeinsam gesungen werden kann, etwa Singen im Wirtshaus, herausgegeben vom Steirischen Volksliedwerk.

## Gastwirt
Die Gastwirte stellen ihr Lokal den Musikantenstammtischen gratis zur Verfügung oder spenden den Musikanten Getränke und Jause (Brotzeit). In der Steiermark begann die Verwirklichung des Projekts „Musik beim Wirt“ in Zusammenarbeit mit der Fachgruppe Gastronomie der Wirtschaftskammer Steiermark (z. B. Verleihung des Prädikats „Musikantenfreundliche Gaststätte“) und dem Österreichischen Veranstalterverband. In der Folge gab es solche Kooperation auch in allen anderen österreichischen Bundesländern.